# Daniela Kühn
Pour les articles homonymes, voir Kuhn.
Daniela Kühn est une mathématicienne allemande, qui est professeur titulaire de la chaire Mason en mathématiques à l'université de Birmingham en Angleterre. Elle est connue pour ses recherches dans le domaine de la combinatoire, et en particulier en combinatoire extrémale et en théorie des graphes.

## Biographie
Kühn a obtenu le Certificate of Advanced Studies en mathématiques (Mathematical Tripos) à l'université de Cambridge en 1997 et elle est diplômée en mathématiques de l'université de technologie de Chemnitz en 1999. Elle obtient ensuite son doctorat de l'université de Hambourg en 2001, sous la direction de Reinhard Diestel. Après avoir travaillé comme chercheuse postdoctorale à Hambourg et à l'université libre de Berlin, elle part à l'université de Birmingham en tant que maître de conférences en 2004, et est nommée à la chaire Mason de mathématiques en 2010.

## Recherches
En 2004 Kühn a publié deux d'articles dans la revue Combinatorica, avec son directeur de thèse Reinhard Diestel, concernant les espaces cycliques (en) de graphes infinis. Dans ces graphes, les généralisations appropriées des cycles et des arbres couvrants sont à la charnière du traitement approprié des extrémités du graphe. R. Bruce Richter écrit dans une recension que « les résultats sont très satisfaisants, en ce sens que les théorèmes standards pour les graphes finis ont de parfaits analogues », mais que « rien n'est simple dans n'importe quel aspect de ce travail. C'est un beau mélange des idées de la théorie des graphes et de la topologie ».
En 2011, Kühn et ses co-auteurs ont publié une preuve de la conjecture de Sumner, qui affirme que tout polyarbre à n sommets peut être vu comme un sous-graphe de tout tournoi (en) de  (2n-2) sommets, pour tout entier n assez grand. K. B. Reid a écrit que leur preuve « est une amélioration importante et bienvenue dans  la théorie des tournois ».

## Prix et distinctions
En 2002, Kühn est lauréate du Prix Richard-Rado (de), un prix biennal récompensant la meilleure thèse de doctorat et décerné par la section de mathématiques discrètes de la Société mathématique allemande. Avec Deryk Osthus et Alain Plagne, elle a été l'un des premiers récipiendaires du prix européen de combinatoire en 2003. Avec Osthus, elle a été lauréate en 2014 du prix Whitehead de la London Mathematical Society pour « leurs nombreux résultats dans la théorie  extrémale des graphes et des domaines connexes. Plusieurs de leurs articles permettent de résoudre des problèmes ouverts de longue date dans le domaine ». Elle a été conférencière invitée en 2014 au Congrès international des mathématiciens à Séoul (« Hamilton cycles in graphs and hypergraphs: an extremal perspective », avec Deryk Osthus). Elle a reçu de la part de la Royal Society le prix Wolfson de mérite en recherche en 2015.
En 2021 elle est co-lauréate du prix Fulkerson, avec Béla Csaba, Allan Lo, Deryk Osthus et Andrew Treglown pour Proof of the 1-factorization and Hamilton decomposition conjectures.

## Publications (sélection)
- Daniela Kühn, Richard Mycroft et Deryk Osthus, « An approximate version of Sumner's universal tournament conjecture », Journal of Combinatorial Theory Series B, vol. 101,‎ 2011, p. 415-447.
- Daniela Kühn, Richard Mycroft et Deryk Osthus, « A proof of Sumner's universal tournament conjecture for large tournaments », Proceedings of the London Mathematical Society Third Series, vol. 102, no 4,‎ 2011, p. 731–766 (MR 2793448, zbMATH 1218.05034, arXiv 1010.4430).
- Reinhard Diestel et Daniela Kûhn, « On Infinite Cycles I », Combinatorica, vol. 24, no 1,‎ 2004, p. 69–89 (DOI 10.1007/s00493-004-0005-z)
- Daniela Kühn et Reinhard Diestel, « On Infinite Cycles II », Combinatorica, vol. 24, no 1,‎ 2004, p. 91–116 (DOI 10.1007/s00493-004-0006-y)